# Discours direct
En grammaire, le discours direct consiste en la présentation, sans le dire en cours, de paroles prononcées, écrites ou inventées, émanant d'une autre situation de discours, présentation qui conserve les marques de la situation d'énonciation (les embrayeurs) et la perspective du discours cité. C'est l'une des deux variétés de discours rapporté (l'autre étant le discours indirect).
Les guillemets s'utilisent à l'écrit pour introduire et conclure le discours direct, et les verbes introducteurs sont "dire", "s'exclamer", "parler", "demander", "s'écrier", "répondre", , etc..
Selon le type de texte, d'autres stratégies typographiques peuvent être employées : le retrait à la ligne avec tiret (dialogue de roman), les italiques, le retrait en paragraphe spécial (texte scientifique)...
- En fonction de la manière dont le discours direct est inséré dans le discours citant, il peut apparaître comme plus vivant, ou plus objectif et plus neutre que celui du discours indirect, puisqu'il est censé reconstituer les propos mêmes de c'est-à-dire que ceux-ci pourront être compris comme répétés mot pour mot, « texto » dans le discours citant.

- Il se compose de deux clauses distinctes, chacune avec sa propre énonciation : la matrice verbale qui contient un verbe de parole introducteur, qui constitue le discours citant minimum, celui du narrateur, et l'énoncé cité, celui de  l'instance énonciatrice citée. Ils peuvent être considérés comme syntaxiquement indépendants, quoique dans le cas de la matrice introductrice la valence du verbe de parole souvent n'est pas saturée, à moins de considérer l'énoncé cité comme un complément (cf. les analyses de J. Authier-Revuz dans l'information grammaticale 1992). Ex. dans l'énoncé de langue orale suivant :

et là i m'dit ben ok t'as qu'à passer chez moi demain vers huit heures
La matrice "et là i m'dit" ne peut être à elle seule un énoncé syntaxiquement autonome, car, employée seule, elle serait agrammaticale, et en plus, non informative. Seul l'énoncé complet : matrice + énoncé rapporté peut fonctionner comme une contribution grammaticalement correcte à un discours.
Exemple :  Pour certains textes il faut montrer les expressions, les sentiments, , etc. du personnage donc on utilise le discours direct.
- Le discours direct peut être formel ou libre

## Discours direct formel
Le discours direct formel (ou discours direct lié) est un type de discours direct ordinairement délimité par des guillemets et dans lequel, l'énoncé cité est précédé d'un verbe introducteur. Il s'agit le plus souvent d'un verbe déclaratif (« dire, déclarer, révéler, bafouiller, murmurer, demander, expliquer, affirmer, chuchoter, s'écrier… ») : 
Galilée a dit : « Et pourtant, elle tourne !… »
« Galilée a dit » est l'énoncé citant (avec son verbe introducteur « a dit »). « Et pourtant, elle tourne. » est l'énoncé cité.
ou
« Et pourtant, elle tourne. » dit Galilée.
Le verbe introducteur peut ne pas être déclaratif, mais simplement descriptif. Il n'est même pas besoin qu'il soit transitif :
S'adressant à son élève, le professeur se mit en colère : « Je ne supporte plus ta paresse. Je finirai par ne plus m'occuper de toi si tu trouves sans arrêt des excuses pour ne pas faire tes devoirs ! »
- Le verbe introducteur peut se trouver inséré cependant, les guillemets sont alors en général remplacés par des tirets, et dans une pièce de théâtre il n'y a pas de verbe introducteur.

## Discours direct libre
Le discours direct libre est un type de discours direct dans lequel les marques de ponctuation (guillemets ou tirets) ainsi que le verbe introducteur sont supprimés, de telle sorte que l'énoncé cité se retrouve sur le même plan que l'énoncé citant. En conséquence, il n'est pas toujours facile de distinguer les deux énoncés : 
Se tenant face à son élève, le professeur se mit alors en colère. Je ne supporte plus ta paresse ! Je finirai par ne plus m'occuper de toi si tu trouves sans arrêt des excuses pour ne pas faire tes devoirs !
La première phrase est l'énoncé citant. Les deux autres, l'énoncé cité.